# Bardwell (Kentucky)
Bardwell è un comune degli Stati Uniti d'America, situato nello Stato del Kentucky, nella Contea di Carlisle, della quale è il capoluogo.